# Badul
Badulen eller flygande räv (Pteropus giganteus) är en av de största flyghundarna i världen.

## Kännetecken
Arten når en kroppslängd av cirka 23 cm, en vikt av 0,6 till 1,6 kg och en vingspann av 1,2 till 1,5 m. Med en brun-, grå- eller svartaktig grundfärg och en påfallande gulaktig mantel vid axlarna och bröstet har badulen samma pälsfärg som andra medlemmar av släktet Pteropus.

## Utbredning och habitat
Badulen lever i tropiska regnskogar och träsk i Bangladesh, Indien, Maldiverna, Myanmar, Nepal, Pakistan och Sri Lanka.

## Levnadssätt
Liksom andra flyghundar är arten en fruktätare som äter bland annat mango, banan, papaya och fikon. I mindre mått ingår även blommor, nektar och insekter i födan.
Individerna sover på dagen i träd. De hänger med huvudet ner och håller sig med fötterna fast vid kvistar och grenar. De bildar kolonier som kan ha flera hundra medlemmar och bland hanar upprättas en hierarki. Badulen täcker sig med sina vingar när den vilar. Arten blir vid skymningen aktiv och flyger ibland 15 km innan den börjar leta föda. Födan upptäcks huvudsakligen med synen, ingen påfallande ekolokalisering är dokumenterad. Kommunikationen sker med olika läten och med hjälp av känselsinnet.
Badulen jagas av rovfåglar och människor och i träd även av större ormar.
Parningen sker från juli till oktober mellan olika hanar och honor som tillhör samma koloni. Dräktigheten varar 140 till 150 dagar och sedan föds en eller två ungar. Ungarna diar sin mor cirka fem månader och efter 1,5 år blir de könsmogna. Antagligen håller sig de mindre ungarna fast i moderns päls när hon letar efter föda. Ett liknande beteende är känt från andra arter av samma släkte. De flesta ungar får flygförmåga efter 11 veckor. En individ som hölls i fångenskap levde 31 år och 5 månader.

## Hot
Regionala bestånd hotas av landskapsförändringar och några individer jagas som viltkött. Hela populationen är fortfarande stor. IUCN listar arten som livskraftig (LC).